# Marcelle de Marseille
Pour les articles homonymes, voir Sainte Marcelle.
Marcelle, suivant une tradition catholique, est une disciple de Jésus qui servait les sœurs de Béthanie. Elle est connue pour être la compagne de Marthe lors de la christianisation de l'actuelle région française de Provence.
Selon La Légende dorée, Marcelle aurait été une servante chrétienne des frères Marthe, Marie et Lazare de Béthanie, ainsi que Sara et Maximin, également chrétiens.
Selon la légende, lorsque commence la persécution des chrétiens en Terre Sainte vers l'an 44, Marcelle, Sara, Maximin et les frères de Béthanie sont jetés dans la mer Méditerranée dans un bateau sans rames qui arrive dans l'actuelle commune française de Saintes-Maries-de-la-Mer. À leurs côtés, d'autres chrétiens : Marie Madeleine, Marie de Cléophas et Marie Salomé. Certaines versions incluent également Suzanne, Joseph d'Arimathie et Sidoine dans le groupe.
Sur le territoire français, le groupe est accueilli par les pasteurs de la région, mais ils décident de se séparer pour propager les actes de Jésus en différents lieux. Marcelle accompagne Marta lors de sa prédication dans l'ancienne province romaine de Viennoise, près de la ville de Marseille, et plus tard à Avignon, se laissant guider avant tout par la prière lors de l'évangélisation de ce peuple,.
Ses reliques reposent avec Maximin, Sidoine et Suzanne dans la basilique Sainte-Marie-Madeleine, à Saint-Maximin-la-Sainte-Baume,. Sa mémoire est célébrée chaque année le 31 janvier par les Provençaux.